# Zhang Jilong
Zhang Jilong (张吉龙; Yantai, 9 febbraio 1952) è un dirigente sportivo cinese.
Jilong è stato presidente dell'Asian Football Confederation dal 14 giugno 2011 al 1º maggio 2013; è inoltre membro del Consiglio FIFA.

## Biografia
Zhang Jilong è nato a Yantai e si è laureato nella Beijing International Studies University nel 1975.